# Табалуга (мультсеріал)
«Табалуга» - телевізійний мультиплікаційний серіал про пригоди маленького зеленого дракона Табалуга . Виходив в ефір з 1996 по 2004 роки. Створено американською анімаційною студією «Yoram Gross Films Studio» (або «Yoram Gross-EM. -TV »), нині відомої як« Flying Bark Productions »у співпраці з Німеччиною. З успіхом транслювався більш ніж в 100 країнах світу; В Україні транслювався на каналі ТЕТ.

## Історія створення
В основу серіалу покладено персонаж, створений рок-співаком румунського походження Пітером Маффаєм. У 1983 році Маффай випустив дитячий альбом, присвячений пригодам персонажа, який був проданий в кількості 2,5 мільйонів екземплярів. До альбому додавалася книга з ілюстраціями Хельма Хайне. Ще два альбоми були випущені в 1986 та 1993 році. Крім того, у 1994 році був випущений мюзикл "Табалуга і Ліллі". Спонсорами телесеріалу, випуск якого почався в жовтні 1997 року, виступили великі компанії, в тому числі "Кока-Кола". Паралельно з випуском серіалу була створена телепрограма, розрахована на дітей семи-десяти років.

## Сюжет
У цьому серіалі Табалуга є останнім з драконів і наслідним принцом Зеландії, чарівного місця, населених мовцями тваринами різних видів. Табалуга повинен захистити свій будинок від двох конкуруючих королівств з тоталітарними режимами по обидві сторони Зеландії; величезна арктична тундра, керована злим сніговиком Арктосом і пекучої пустелею, якою керує злий дух піску по імені Хамсин.

### Перший сезон
Мультфільм оповідає про останнього дракона Табалуга, спадкоємці великого Тіріона. Він живе в Зеландії, яку населяють різноманітні говорять тварини. Як дракон, він повинен вирости і навчитися багато чому, щоб захистити свій дім від злого і розбещеного повелителя Крижляндії — сніговика Арктоса, який мріє занурити планету у вічну зиму.

### Другий сезон
На півдні від Зеландії з'являється долина пісків, якою править дух Хамсин. Він, бажає знищити все зелене і підпорядкувати землі собі, обернувши їх на вічні пустелі. Тепер Табалуге та його друзям належить захищати свій будинок відразу від двох супротивників (Хамсину і Арктоса).

### Третій сезон
Давнє пророцтво говорить, що Табалуга, як і його батько, повинен пройти випробування і знайти Амулет Дракона, який здатний виконати одне абсолютно будь-яке бажання. Дракон і його друзі вирушають на пошуки стихійних каменів — ключів до Амулета. Арктос і його наближені вирішують добути артефакт раніше Табалуги і намагаються всіляко перешкодити йому на шляху.

## Персонажі

### Зеландія

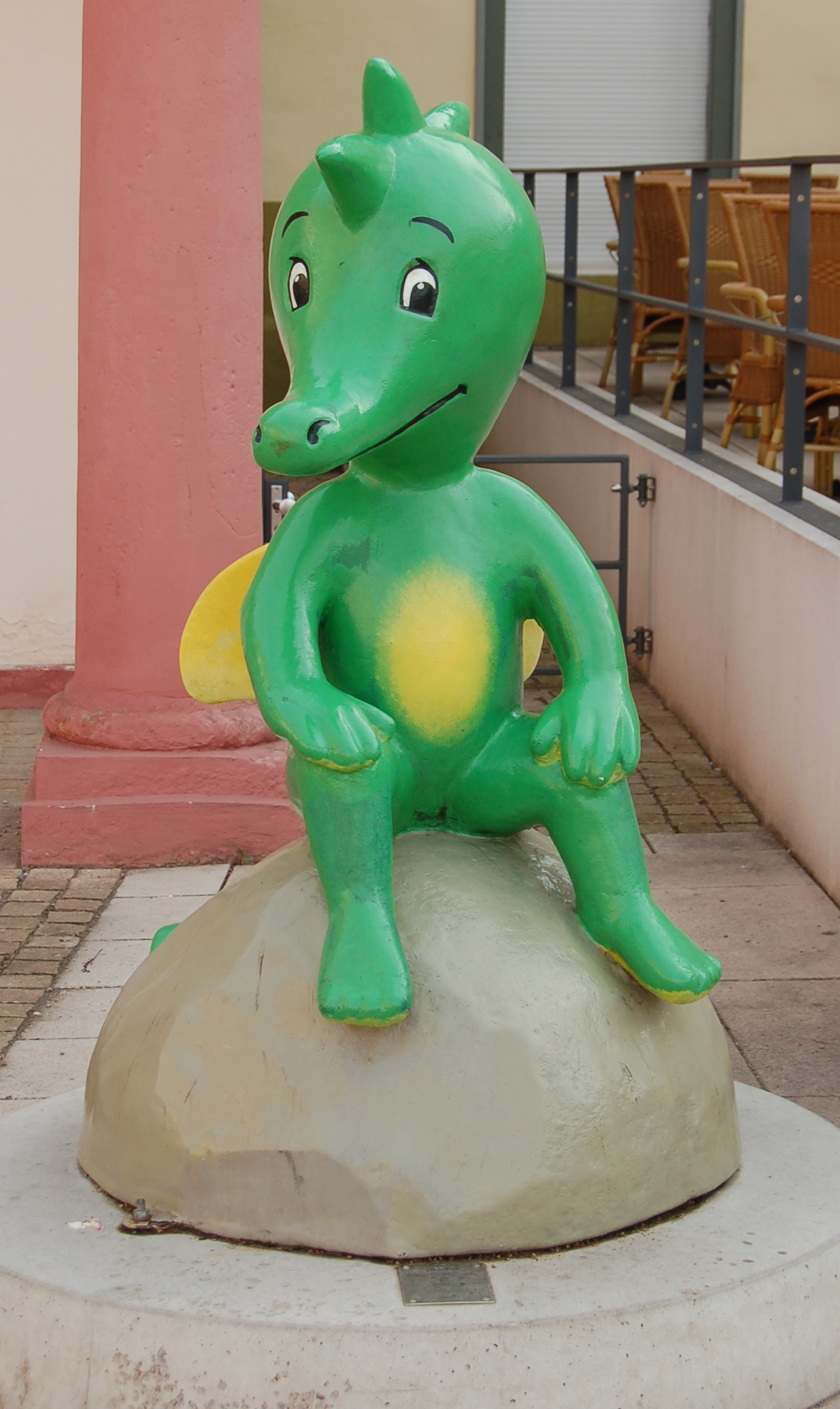
Табалуга

Табалуга — юний дракон, син колишнього захисника Зеландії, великого дракона Тіріона. Чуйний, доброзичливий і допитливий, але злегка легковажний і довірливий, чим часто користуються лиходії. Головний ворог Арктоса і Хамсіна. Згодом стає законним королем Зеландії.
Хеппі — Біла кролиця, одна з кращих друзів Табалуги. Шкідлива за характером, часто буває грубою і нетактовною, але завжди допомагає Табалузі в завданнях. Народилася в крижаній країні, однак, її сім'я сильно постраждала через деспотизм Арктоса, а саму Хеппі заточили в одну з бурульок. Пізніше з цієї "в'язниці" зайчиху витягнув Табалуга і з тих пір вони нерозлучні,їй довелося переселитися в зелену, де вона і залишилася.Вона часто супроводжує його в пригодах. подорожуючи в його сумці. Іноді відчуває ностальгію. Носить рожеву спідницю і чобітки.
Дігбі — Кріт із зеленої країни, один з кращих друзів Табалуги. Перший, кого побачив Табалуга, вилупившись з яйця. Був першим, хто заговорив з драконом, коли той народився. Кріт, що страждає короткозорістю і дикий мрійник. Не вміє плавати, зате копача краще, ніж він, годі й шукати у всій Зеландії.
Ніссая — гігантська черепаха і одна з найстаріших жителів Зеландії. Її мудрість і досвід нерідко допомагали Табалузі знайти рішення в тій чи іншій ситуації.
Базз — бджола, один з хороших друзів Табалуги.
Рубі — колібрі, один Базза і Табалуги.
Шуху-Буху з Гафа — мудрий пугач, що володіє кришталевою кулею, який бачить минуле, сьогодення і майбутнє. На прохання батька Табалугі добровільно здався Арктосу в полон, щоб стежити за ним і, по можливості, впливати на його рішення. В кінці першого сезону повернувся в Зеландію , ставши радником юного дракона. З другого сезону має там свій будинок з зіллям, і разом з Ніссаей вони допомагають дракону. У другому сезоні зовнішній вигляд Шуху був змінений.Вміє готувати магічні зілля і зілля від різних хвороб.
Тіріон — попередній правитель   батько Табалуги. Будучи живим був налаштований більш м'яко по відношенню до своїх супротивників і рідко застосовував проти них силу, намагаючись діяти розумом. Після смерті перетворився на зірку, як і всі дракони. До останнього захищав свій будинок і його жителів, але роки взяли своє. Тепер же є Табалуге у снах і видіннях щоб допомогти розвіяти його сум'яття або направити на вірний шлях. За версією першого сезону помер від старості, перетворившись на зірку, як і годиться драконам; за версією другого - був заморожений Арктосом, коли ховав яйце з Табалугою
Белінгва — короткозора змія, що володіє гіпнозом намагалася загіпнотизувати жителів Зеландії і Крижляндії, щоб стати королевою. В кінці епізоду була паралізована своїм же гіпнозом.. Мріє про те ж, про що і всі лиходії даного мультсеріалу - влади. І, як водиться, її плани з крахом провалилися.
Агіла — величезний орел, друг Табалуги.

### Крижляндія
Арктос — правитель Крижляндії; живий і дуже шкідливий сніговик, прагне зробити Зелену Країну замороженої пусткою. Володіє подихом, здатним заморозити будь-яку істоту або предмет, а також здатністю закликати зиму і завірюху. У першому сезоні представляв собою грізного тирана, мав зал з замороженими статуями тварин із Зеленої країни. Любить морозиво. У другому і третьому сезонах Арктос став більш м'яким і комічним персонажем, ніж у першому.
Джеймс — Ввічливий пінгвін,слуга,дворецький і зброєносець королівської сім'ї, представником якої на даний момент є один тільки Арктос. Безмежно відданий йому, хоча не відчуває почуття захоплення, коли його відправляють на чергове завдання. Ставлення Джеймса до свого господаря змінюється від сезону до сезону, а в кінці третього він все-таки відрікається від нього, зрозумівши, що той безнадійний у своїй егоїстичності і ніколи не зупиниться в спробах захопити зелену країну.
Управляє Арктопланом.Командує пілотами транспорту свого господаря.
Вултур — нахабний стерв'ятник, шпигун та службовець Арктосу. Ненавидить холод і все, що з ним пов'язано.У другому сезоні він перейшов на бік Хамсину, але в третьому знову повернувся до колишнього господаря. Злораден, але боязкий.
Ліллі — кохана Табалуги, крижана дівчина, створена Арктосом. Коли Табалуга вперше її побачив, він відразу ж відчув дивне, але прекрасне почуття яке він не міг пояснити — все, про що він думав, була Лілі. З'являється тільки в 1 сезоні 23 епізоді.
Аттіла — Аттіла-морж, працює кухарем на кухні. Буркотливий старий з гострим язиком. Не боїться сказати Арктосу в обличчя все, що він про нього думає, вважаючи, що той ніде більше не знайде другого такого дурня, який погодився б працювати у нього кухарем.
Фрітц/Рекс — ручна акула, домашній вихованець Арктоса, жадає відкусити від нього шматок інший і при цьому все одно залишається гаряче любимо своїм господарем. Пізніше був відправлений до школи послуху, яку закінчив з відзнакою.

### Пустеля
Хамсін — правитель Пєсков, за формою нагадує величезну чіпсину, тому не здається такою вже дивовижною його любов до цих ласощів.Хоче перетворити в пустелю Зеландію . З'являється в образі кровожерливого піщаного вихору. Як і годиться будь-якому лиходієві: гордовитий, владолюбний і егоїстичний. З'явився в Зеленій країні завдяки Арктосу, який вирубав добру частину дерев, через що земля звернулася в Піски. Відносини між ними дуже натягнуті, оскільки обидва вони прагнуть до одного і того ж, характером схожі і при цьому є власниками протилежних один одному стихій.Здійснював великі злочини; він не менше (і навіть більше) жахливий і жорстокий ворог, ніж Арктос (бували навіть випадки, коли Табалуга і Арктос об'єднувалися проти нього).
Кайо — докучливий хамелеон, слуга Хамсіна.Вміє маскуватися під будь-яку поверхню, стаючи практично невидимим оку, що і зробило його відмінним шпигунів. У третьому сезоні переходить до Арктосу і намагається замінити Джеймса, правда, його балаканина часто дратує сніговика. Однак, Кайо рятує життя Табалузі і залишається в Зеленій країні.
Реготун — плямиста гієна, яка схильна сміятися над невдачами Кайо та іншими речами, які не смішні.
Страусиха — бухгалтер Хамсину, підраховує для нього, скільки піщинок піщаний дух переправив в Зелену країну. З'являється тільки у другому сезоні.
Саллі — саламандра, лідер племені саламандр. Допомагає Табалузі боротися проти Хамсину. З'являється тільки в 13 серії 2 сезону.
Щур — генерал артилерії Хамсіна.

## Список епізодів

### Сезон 1
| #  | Назва                             | Опис | Дата виходу (Німеччинна) |
| -- | --------------------------------- | --- | ------------------------ |
| 1  | Останній представник роду         | Злий сніговик Арктос тримає зелену країну в страху. Він збирається покрити ліси і луки товстим шаром снігу і позбутися від усього кольорового. Висмикнувши зелену ялину, він випадково пробуджує старе яйце, яке знаходять Кріт Дігбі і його друзі. З яйця на світ з'являється дракон на ім'я Табалуга, він син великого дракона Тіріона і остання надія зеленої країни. | 4 Жовтня 1997            |
| 2  | Щасливий кінець                   | Табалугу закидає в крижану країну, і там він знаходить кролицю Хеппі. Разом вони намагаються втекти від Арктоса і врятувати свого нового друга — лисиця Данді. | 1 Жовтня 1997            |
| 3  | Дуже гаряче                       | Стерв'ятник роздуває вогонь, залишений Табалугою, і в Зеленій країні починається велика пожежа. Єдиний спосіб його зупинити-направити вогонь у бік крижаної країни. | 18 Жовтня 1997           |
| 4  | Слуга двох панів                  | Вултур викрадає Дігбі і забирає в крижану країну. Жителі Зеленої країни здійснюють диверсію, поки Табалуга і Хеппі йдуть рятувати свого друга. Там вони зустрічають Шуху і він відкриває їм таємницю минулого. | 25 Жовтня 1997           |
| 5  | Сумнівні угоди                    | Ніч триває занадто довго, і жителі Зеленої країни дуже схвильовані і переконані, що сонце вкрав Арктос. Той користується моментом, щоб обміняти Сонце на альпійські пасовища. | 1 Листопада 1997         |
| 6  | Один дракон зайвий                | Арктос відправляє в зелену країну літаючу ящірку, щоб той видав себе за Табалугу і підірвав його репутацію. | 8 Листопада 1997         |
| 7  | Той, хто мудріший - не здається   | Арктос создал новое оружие, которое может действительно нанести вред Зелёной стране. Табалуге ничего не остаётся, кроме как сдаться. | 15.Листопада 1997        |
| 8  | Одним пострілом двох зайців       | Табалуга хоче допомогти королеві мурах Єлизаветі XXI врятувати її армію від лап Арктоса. У нього є прекрасний план з порятунку. | 22 Листопада 1997        |
| 9  | Лунатик                           | Табалугу захопили розповіді про Місяць, і тепер він плекає мрією потрапити на неї. Здається, Арктос хоче йому допомогти з цим. | 29 Листопада 1997        |
| 10 | Дракони не плачуть                | Табалуга, Хеппі і Джеймс знаходять новий смачний фрукт, але мало хто з них знає, який від цього фрукта побічний ефект. | 6 Грудня 1997            |
| 11 | Велика хмара                      | Арктос знову атакує зелену країну, на цей раз його зброя — снігові хмари. Єдиний спосіб зупинити їх-відправитися до королеви вулканічних мурах, яка знає секрети вулкана. | 13 Грудня 1997           |
| 12 | Гості, які прийшли з холоду       | Пінгвіни Арктоса вирішують влаштувати страйк через погане поводження з ними і їдуть з крижаної країни. Табалуга допомагає біженцям, але вони не зможуть довго прожити в незвичній для них середовищі. | 20 Грудня 1997           |
| 13 | Нечесна гра                       | У Зеленій країні проходить спортивний турнір. Арктос планує використовувати це змагання, щоб виграти трохи землі для себе. | 27 Грудня 1997           |
| 14 | Містер хороший хлопець            | Арктос посилає Джеймса в зелену країну в костюмі клоуна, щоб добути фруктів для морозива, але арктоплан ламається, і Джеймсу доводиться затриматися тут. Поки переодягнений Табалуга підміняє пінгвіна, йому належить дізнатися про дружбу і любов від місцевих жителів.                                                                                                 | 3 Січня 1998             |
| 15 | Багато солі шкідливо для здоров'я | Джеймс будує греблю в Зеленій країні, щоб мати постійний доступ до прісної води для морозива. Річка виходить з берегів і затоплює країну. | 10 Січня 1998            |
| 16 | Фатальний подарунок               | У теплиці Арктоса завелася сарана. Вона пожирає все зелене на своєму шляху. І сніговик вирішив скористатися цим. | 17 Січня 1998            |
| 17 | Провалилася прем'єра              | Щоб заглушити нудьгу, Арктос посилає Джеймса викрасти кілька дельфінів і влаштувати цирк. Але хто ж їх врятує, якщо не може навіть Табалуга? | 24 Січня 1998            |
| 18 | Багато шуму через насіння         | Морозиво з насінням соняшнику припадає до душі Арктосу. Він посилає Джеймса добути ще насіння, при цьому знищивши всі поля з соняшниками. | 31 Січня 1998            |
| 19 | Древо Життя                       | Арктос збирається знищити дерево життя, не звертаючи уваги на наслідки, які виявляються жахливі не тільки для зеленої країни, але і для крижаної. | 7 Лютого 1998            |
| 20 | Королева на день                  | Змія білінгва мріє правити зеленої і крижаної країнами, і на шляху до цієї мети їй допоможе вміння гіпнотизувати. | 14 Лютого 1998           |
| 21 | Чудова пара                       | Сьогодні День народження Хеппі. Арктос відправляє до неї ще одного снігового зайця на ім'я Леон, щоб той розірвав міцну дружбу Хеппі і Табалуги. | 21 Лютого 1998           |
| 22 | Вогняна сутичка                   | Табалуга знаходить диких бджіл і дружиться з ними, поки Арктос відправляє Джеймса добути мед. | 28 Лютого 1998           |
| 23 | Табалуга і Ліллі                  | Табалуга був полонений прекрасною скульптурою дівчини, яку зробив Арктос. Її звуть Ліллі, і Табалуга впевнений, що вона жива і є спосіб звільнити її від льоду. | 7 Березня 1998           |
| 24 | Невдале викрадення                | Джеймс краде докучливого двоюрідного брата Хеппі—Боббі, для колекції Арктоса. Але хто знав, що маленький заєць доставить стільки клопоту? | 14 Березня 1998          |
| 25 | Річка Часу                        | Нессайя розповідає Табалузі про річку часу і показує уривок з минулого. Джеймс перекриває течію річки і час в Зеленій країні зупиняється… | 21 Березня 1998          |
| 26 | Шоколадне морозиво всім!          | Зневірившись, Арктос атакує зелену країну і виявляє, що має здатність керувати сніжною погодою. Тепер Зелена країна покрита товстим шаром снігу, кругом вирує хуртовина. Невже це кінець? | 28 Березня 1998          |

### Сезон 2
| #  | Назва                    | Опис | Дата виходу (Німеччинна) |
| -- | ------------------------ | --- | ------------------------ |
| 1  | Принц Табалуга           | Табалуга стає принцом зеленої країни, а Арктос за його порадою відкриває фабрику морозива. | 27 Жовтня 2001           |
| 2  | Повелитель Пєсков        | Хамсін, правитель пустелі, заявляється в зелену і країну і пропонує свою допомогу, проте Табалуга йому не довіряє. | 3.Листопада 2001         |
| 3  | Шляхетний герой          | Арктос сильно ранить Вултура і той помирає, але Табалуга відносить його до річки життя. Чи може Вултур після виявитися зрадником? | 10.Листопада 2001        |
| 4  | Сувора зима              | Новий план Арктоса полягає в тому, щоб жителі Зеленої країни впали в сплячку і ніколи не прокинулися, але обставини складаються так, що йому доводиться укласти угоду з Хамсіном… | 17 Листопада 2001        |
| 5  | Пані удача               | Хамсін зазнає поразки за поразкою і тепер сумнівається в своєму щасливому майбутньому. Кайо викрадає для нього кришталеву кулю, яка показує перемогу Хамсіна. Джеймс намагається викрасти кришталеву кулю у Хамсіна, але Кайо підмінює кулі, і Джеймс приносить Арктосу не ту кулю…                                          | 24 Листопада 2001        |
| 6  | Герой Дігбі              | Хамсін обманює Табалугу міражами і отримує можливість наслати на зелену країну пилову бурю. Дігбі рятує дракона і допомагає йому закликати дощ щоб змити Піски Хамсіна. | 1 Грудня 2001            |
| 7  | Фестиваль картоплі       | Жителі Зеленої країни із завзятістю збирають врожаї картоплі. Але Хамсін вирішує капіталізувати їхню країну. Табалуга вмовляє Арктоса почати ранню зиму, щоб вимести Хамсіна з країни. | 8 Грудня 2001            |
| 8  | Заповітна формула        | Хамсін обманює хепі і забирає у неї формулу зростання і тепер величезний кактус захопив всю зелену країну… | 15 Грудня 2001           |
| 9  | Повінь                   | Арктос вирішує втопити зелену країну і обрушає на неї сильна злива. Табалуга повинен це зупинити... | 22 Грудня 2001           |
| 10 | Учень Шуху               | Дігбі стає учнем Шуху. За своєю дурістю, він перетворюється на перевертня-крота. Він шукає ліки від своєї хвороби, поки Арктос і Хамсін б'ються за зілля сили. | 29 Грудня 2001           |
| 11 | Великі зміни             | Табалуга захворів "невідомою хворобою" і за порадою Арктоса йде із зеленої країни. У цей час Хамсін викрадає Нессайю і Шуху, які знають, що це за "хвороба". Тепер Арктос і Хамсін готуються до захоплення зеленої країни...                                                                                                 | 5 Січня 2002             |
| 12 | Піщані блохи             | Хамсін "дарує" жителям Зеленої країни піщаних бліх, через які вони не зможуть добудувати комору і вся їжа пропаде, але, як то кажуть: «малий, та видалив». | 12 Січня 2002            |
| 13 | Загублений дракон        | Хамсін планує підпорядкувати собі більше саламандр для того, щоб вони працювали на його заводі з виготовлення секретної зброї. Плем'я саламандр на чолі з Саллі допомагають Табалузі врятувати ящірок і не дати Хамсіну захопити зелену країну.                                                                              | 19 Січня 2002            |
| 14 | Мій малюк                | Хамсіну набрид плач дітей і він виганяє всіх з пустелі. За допомогою вони відправляються в зелену країну, але виникає конфлікт… | 26 Січня 2002            |
| 15 | Сніговий монстр          | Один з монстрів з півночі загубився і опинився в Зеленій країні. У Арктоса і Хамсіна свої плани на нього… | 2 Лютого 2002            |
| 16 | Подвійні неприємності    | Хамсін вирішує виготовити костюм Арктоса, щоб прийти в ньому в зелену країну і від імені його дозволити жителям зібрати снігу для води в крижаній країні, в надії бути обраним ними принцом зеленої країни. Самому Арктосу такий "маскарад" не до душі, а Джеймс просить Табалугу допомогти вирішити проблему двох Арктосів. | 9 Лютого 2002            |
| 17 | Вистава примирення       | Арктос і Хамсін влаштовують війну, яка зачіпає і зелену. Тіріон дає Табалузі пораду влаштувати спектакль примирення, але Хеппі і Дігбі пропали… | 16 Лютого 2002           |
| 18 | Джин                     | Хамсін посилає фокусника-шахрая Морріса, щоб видати себе за Джина, тим самим, втертися в довіру і вкрасти корону Принца зеленої країни. Однак Арктос викрадає Морріса, думаючи що він реальний Джин... | 23 Лютого 2002           |
| 19 | Викрадення               | На сольових шахтах Хамсіна немає працівників, проте Кайо знайомиться з племінниками Джеймса… | 2 Березня 2002           |
| 20 | Солодких снів, Хамсин    | Заклинання Хамсіна обертається проти нього і його місце займає Кайо — король зеленої країни. Єдиний, хто може його зупинити це Хамсін, але він під дією сонного заклинання… | 9 Березня 2002           |
| 21 | Буревісник               | Хеппі мріє літати. Шуху розповідає їй про Буревісника-господаря і небес і чарівну флейту, яка його закликає. Але що трапиться, якщо ця флейта опиниться в руках Хамсіна? | 16 Березня 2002          |
| 22 | Садок чудовиська         | За наказом Хамсіна, Кайо спалює сад, посаджений чудовиськом і звалює всю провину на Табалугу. Тепер це чудовисько погрожує знищити всю зелену країну. | 23 Березня 2002          |
| 23 | Загадка Кришталевої гори | Арктос вкрав, а пізніше і розбив кришталеву кулю, а Хамсін викрав Шуху. Без кришталевої кулі Табалуга не зможе знайти Шуху, але де взяти новий? | 30 Березня 2002          |
| 24 | Гора дракона             | Щоб стати Королем зеленої країни, Табалуга повинен пройти випробування на горі дракона, тільки він не повинен звернути зі шляху і пройти випробування до кінця. Арктос про це дізнається і вирішує перешкодити Табалузі в проходженні випробування. Тим часом Хамсін викрадає друга Табалугі Базза...                        | 6 Квітня 2002            |
| 25 | Уроки минулого           | Хамсін обманним способом перетворює зелену країну в пустелю. Нессайя відводить втратив надію Табалугу до річки часу і відкриває йому минуле його батька Тіріона… | 13 Квітня 2002           |
| 26 | Загальний розв'язок      | Жителі Зеленої країни готуються до коронування Табалуги в Короля зеленої країни, а Арктос будує в Зеленій країні парк розваг. Але це, виявляється, підступний план... | 20 Квітня 2002           |

### Сезон 3
1. Медальйон Дракона
2. У шлях
3. Страшна історія
4. Змагання
5. Камінь вогню
6. Маленьке диво.
7. Добрий Арктос
8. Похмурий ліс
9. Мама Арктос
10. Око в небі
11. Не забути запам'ятати
12. Золото дурнів
13. Де зима?
14. Приятель кіт
15. Закоханий Арктос
16. Знак води
17. Заховані скарби
18. Ворожіння на зірки
19. Хто є хто?
20. Прихована кімната
21. На старт, увага, марш!
22. Обіцянка Дігбі
23. Друг чи Ворог
24. Небезпечні гори
25. Світ Драконів
26. Втрачений медальйон

## Продовження
- У 2002 році вийшов повнометражний двомірний мультфільм про Табалуга: «Табалуга і Лео: Різдвяна історія» [4].

Сюжет
Маленький хлопчик-сирота Лео випадково потрапляє в Грінландію — зелену країну) - чарівну країну, куди жодного разу не ступала нога людини. У цій країні живе зелений дракончик Табалуга і його друзі. Табалуга прихистив самотню бездомну дитину. Але після цього мир і спокій Батьківщини дракончика руйнуються. Вся справа в тому, що злий і підступний сніговик Арктос налаштовує жителів Грінландії проти хлопчика. Ситуація загострюється, коли Арктос краде улюблену іграшку Лео, щоб, використовуючи її сучасну технологію, зробити найпотужнішу зброю, яка зруйнує Грінландію. Поки Табалуга намагається перемогти Арктоса, він дізнається, що у хлопчика є можливість повернутися в реальний світ і знайти там своє щастя, але з іншого боку він не хоче втрачати друга і мріє, щоб Лео залишився на його батьківщині...
- У 2018 році вийшов повнометражний мультфільм Табалуга (мультфільм, 2018) за мотивами мюзиклу «Табалуга і Ліллі».